# Cryptonevra mongolica
Cryptonevra mongolica är en tvåvingeart som först beskrevs av Nartshuk 1972.  Cryptonevra mongolica ingår i släktet Cryptonevra och familjen fritflugor. Inga underarter finns listade i Catalogue of Life.